# La vetta (Saccaggi)
La vetta o La regina dei ghiacci è un'opera di chiara matrice simbolista di Cesare Saccaggi da Tortona, presentata alla X Esposizione Internazionale d’Arte di Venezia nel 1912, attualmente conservata presso la pinacoteca della Fondazione Cassa di Risparmio di Tortona.
La sommità della montagna è rappresentata da questa figura umana sontuosamente vestita, con delle stelle alpine in mano, cui un giovane vestito di stracci ed esausto, nell'atto di compiere il suo l'ultimo sforzo, tenta faticosamente di aggrapparsi; questa è una scena che traduce un concetto tipico della filosofia tedesca dell'Ottocento, quello di "sforzo" (Streben): mentre la figura impassibile simboleggia la meta irraggiungibile, la giovinezza esausta è il simbolo dell'eterno desiderio dell'uomo di superarsi in continuazione e porsi traguardi sempre più alti e difficili.
A questo filone simbolista di Saccaggi appartiene anche “Il sentiero dello gloria” (1898) che affronta lo stesso tema della tensione verso l’alto, dello sforzo di raggiungere una Meta ideale, che però si sottrae continuamente.
Quest'opera descrive, altresì, cosa accadde alla donna nell'arte tra la fine dell’Ottocento e l’inizio del Novecento: nelle precedenti rappresentazioni la donna veniva rappresentata solo come donna-angelo, donna peccatrice ed erotica. Quest’opera, invece, racconta una diversa realtà: una donna decisa, potente, sicura di sé ed emancipata. La posa della figura femminile rimanda a quella della Giuditta di Gustav Klimt, emblema della femme fatale. L’archetipo è però nuovo, quasi rivoluzionario: è l’uomo che sembra perdere dignità supplicando, pregando, strisciando, dimenticandosi della sua dignità, ricerca lo sguardo di lei: la Regina dei Ghiacci. Ruolo, questo, sempre dato, nella tradizionale iconografia precedente, alla donna, disposta anche a perdere la sua dignità per amore, ritratta spesso ai piedi dell’amato, a sottolinearne la debolezza e la fragilità.
Quest'opera è stata scelta come manifesto della mostra dedicata al pittore dal titolo "Cesare Saccaggi, centocinquanta + uno" tenutasi a Garbagna nel mese di luglio 2019.
Altra raffigurazione della donna secondo questi nuovi canoni estetici è “La piovra”, opera di chiara matrice simbolista, dove la figura femminile dallo splendido corpo ma dallo sguardo allucinato, potrebbe essere in realtà un mostro marino, forse la metafora di una Belle Époque che sta per trasformarsi in tragedia.